# Linda Salzman Sagan
Linda Salzman Sagan (Nova Iorque, 16 de julho de 1940 – Ithaca, 22 de novembro de 2023) foi uma escritora e artista norte-americana e ex-esposa do cientista e escritor Carl Sagan. 

## Carreira
Conhecida por ter criado a placa para as sondas Pioneer 10 e 11 sugerindo para algum ser extraterrestre, como seria a aparência da espécie dominante do planeta Terra e por co-produzir a Voyager Golden Record. Ela foi co-autora do livro Murmúrios da Terra com seu ex-marido, o astrônomo Carl Sagan, com quem ela casou em 6 de abril de 1968, o casamento durou até o divórcio em 1981, quando Carl Sagan casou com sua terceira e última esposa, Ann Druyan. Ela também era conhecida por dirigir uma série de obras para a Central Casting Theater em Ithaca, Nova York e por escrever episódios de televisão, como mostra Knots Landing e Hospital Geral. 
É mãe do autor e roteirista Nick Sagan.